# Yves Van Lokeren
Yves Van Lokeren (Beveren , 7 november 1988) is een Belgische voetballer, spelend als aanvallende middenvelder of aanvaller.   
Van Lokeren genoot zijn opleiding bij KSK Beveren, KFC Vrasene en FCN Sint-Niklaas. Hij is sinds 2005 opgenomen in de A-Kern van FCN Sint-Niklaas waar hij zijn debuut als invaller maakte tegen SW Harelbeke op 16-jarige leeftijd.   
In januari 2007 verhuurde FCN Sint-Niklaas Van Lokeren aan KFC Sporting Sint-Gillis-Waas voor een half seizoen. 
Tijdens de zomer van 2007 werd Van Lokeren weggekocht bij FCN Sint-Niklaas door KRC Gent-Zeehaven.
In het seizoen 2009-2010 komt Van Lokeren uit voor KFC Vrasene waar hij een groot deel van zijn jeugdopleiding genoot.
In het seizoen 2010-2011 speelde hij voor SVE Bazel en onderging datzelfde seizoen een operatie.
Nadien was Van Lokeren actief bij 2de provincialer KFC Herleving Sinaai.
In de seizoenen 2022-23 en 2023-24 speelt Yves bij KSK Beveren in 1e Provinciale Oost-Vlaanderen.

## Carrière
| Seizoen | Club                          | Land | Competitie                     |
| ------- | ----------------------------- | ---- | ------------------------------ |
| 2005/06 | FCN Sint-Niklaas              | BEL  | 3de klasse A                   |
| 2006/07 | FCN Sint-Niklaas              | BEL  | 3de klasse A                   |
|         | KFC Sporting Sint-Gillis-Waas | BEL  | 4de klasse A                   |
| 2007/08 | KRC Gent-Zeehaven             | BEL  | 4de klasse B                   |
| 2008/09 | KRC Gent-Zeehaven             | BEL  | 3de klasse A                   |
| 2009/10 | KFC Vrasene                   | BEL  | 4de klasse B                   |
| 2022/23 | KSK Beveren                   | BEL  | 1e Provinciale Oost-Vlaanderen |
| 2023/24 | KSK Beveren                   | BEL  | 1e Provinciale Oost-Vlaanderen |
| 2024/25 | Herleving Red Star Haasdonk   | BEL  | 1e Provinciale Oost-Vlaanderen |